# Эггенфельдер, Игнатий Эрнст
Игна́тий Эрнст Эгенфе́льдер (Игнацы Эрнст Эггенфельдер; лат. Ignatius Ernestus Eggenfelder, пол. Ignacy Ernest Eggenfelder, лит. Ignacas Ernestas Egenfelderis, также Eckenfelder, Eccenfelder; Силезия — декабрь 1772) — художник, гравёр, резчик, скульптор Речи Посполитой.

## Биография
Родом из Силезии; возможно сын художника из Глогува Яна Эрнста Эггенфельдера. В 1751—1753 годах его имя встречается в метрических книгах виленских иезуитских костёлов Святых Иоаннов и Святого Игнатия. В 1752—1772 годах был казначеем или секретарём виленского Братства Святого Мартина (Немецкого братства) при костёле Святого Игнатия.
Был дважды женат; его сын Игнатий Каэтон Эггенфельдер (род. ок. 1770) в конце XVIII века был известным в Вильно золотых дел мастером и художником.
Умер в декабре 1772 года и был похоронен в Бернардинском костёле в Вильнюсе либо на кладбище при нём.

## Творчество
Во второй половине XVIII века Эггенфельдер был одним из наиболее ценимых мастеров стенной росписи в Вильно. В 1764 году вместе с Матеушем Мацеем Слущанским декорировал триумфальную арку для торжеств коронации Станислава Августа. Есть данные, позволяющие предполагать, что Эггенфельдер в 1765—1766 годах расписывал алтарь доминиканского костёла Святого Иакова и Святого Филиппа. В 1776 году декорировал дворец Иоахима Хрептовича в Щорсах.
Автор гравюр на меди с тремя астрономическими таблицами для книги Якуба Накцяновича с лекциями по математике „Praelectiones matematicae ex Wolfianis elementis adornatae, atque sic usui auditorum matheseos accomodatae“ (Вильно, 1761) и гравюр, иллюстрировавших географический словарь Иллариона (Гилярия) Карпинского „Lexykon geograficzny“ (Вильно, 1766; гравюры подписаны „Ign. De Eggenfelder fec. Vilnae“). 
Около 1772 года (по другим сведениям в 1752 году) выполнил роспись полихромией астрономической обсерватории Академии и университета виленского Общества Иисуса (изображения астрономических инструментов в простенках и символы небесных тел в картушах).
Ему также приписываются изображения амурчиков, выполненные в той же академии после 1774 года (ныне в зале Лелевеля Библиотеки Вильнюсского университета под слоем более поздней росписи).
Помимо стенной росписи северного фасада обсерватории Вильнюсского университета, наиболее известные произведения Эггенфельдера — портреты астронома и математика Томаша Жебровского и два портрета княгини Элизаветы Магдалины Огинской-Пузыны, написанные для астрономической обсерватории иезуитской академии (ныне в Художественном музее Литвы).